# 평면파
물리학에서 평면파(plane wave)는 파동 또는 장의 특수한 경우이다. 평면파는 어느 순간이든 공간의 고정된 방향에 수직인 평면 전체에 걸쳐 값이 일정한 물리량이다.
공간의 어느 위치 {\displaystyle {\vec {x}}}와 어느 시간 {\displaystyle t}에 대해, 이러한 장의 값은 다음과 같이 쓸 수 있다.
{\displaystyle F({\vec {x}},t)=G({\vec {x}}\cdot {\vec {n}},t),}
여기서 {\displaystyle {\vec {n}}}은 단위 벡터이고, {\displaystyle G(d,t)}는 실수 매개변수 두 개에만 의존하는 장의 값을 나타내는 함수이다. 이 매개변수는 시간 {\displaystyle t}와 점 {\displaystyle {\vec {x}}}의 방향 {\displaystyle {\vec {n}}}을 따른 변위 {\displaystyle d={\vec {x}}\cdot {\vec {n}}}이다. 변위는 {\displaystyle {\vec {n}}}에 수직인 각 평면에서 일정하다.
장 {\displaystyle F}의 값은 스칼라, 벡터 또는 다른 물리량이나 수학적 양일 수 있다. 복소 지수 평면파처럼 복소수일 수도 있다.
{\displaystyle F}의 값이 벡터일 때, 벡터가 항상 벡터 {\displaystyle {\vec {n}}}과 같은 방향이면 종파라고 하고, 항상 {\displaystyle {\vec {n}}}에 직교(수직)하면 횡파라고 한다.

## 특수한 종류

### 진행 평면파

3차원에서 진행하는 평면파의 파면

종종 "평면파"라는 용어는 특별히 진행 평면파를 의미한다. 진행 평면파는 파면과 수직인 방향을 따라 일정한 파동 속도 {\displaystyle c}로 장이 단순하게 이동하는 시간 변화로 설명될 수 있다. 이러한 장은 다음과 같이 쓸 수 있다.
{\displaystyle F({\vec {x}},t)=G\left({\vec {x}}\cdot {\vec {n}}-ct\right)\,}
여기서 {\displaystyle G(u)}는 단일 실수 매개변수 {\displaystyle u=d-ct}의 함수로, 파동의 "형태", 즉 시간 {\displaystyle t=0}에서 각 변위 {\displaystyle d={\vec {x}}\cdot {\vec {n}}}에서의 장의 값을 나타낸다. 이 경우 {\displaystyle {\vec {n}}}을 진행 방향이라고 한다. 각 변위 {\displaystyle d}에 대해, 원점에서 {\displaystyle d+ct} 거리에서 {\displaystyle {\vec {n}}}에 수직인 움직이는 평면을 "파면"이라고 한다. 이 평면은 진행 방향 {\displaystyle {\vec {n}}}을 따라 속도 {\displaystyle c}로 이동한다. 그리고 장의 값은 모든 점에서 동일하며 시간적으로 일정하다.

### 사인파 평면파
이 용어는 더 구체적으로 "단색광" 또는 사인파 평면파를 의미한다. 사인파 평면파는 프로파일 {\displaystyle G(u)}가 사인 함수인 진행 평면파이다. 즉,
{\displaystyle F({\vec {x}},t)=A\sin \left(2\pi f({\vec {x}}\cdot {\vec {n}}-ct)+\varphi \right)}
스칼라 또는 벡터일 수 있는 매개변수 {\displaystyle A}를 파동의 진폭이라고 한다. 스칼라 계수 {\displaystyle f}는 그 "공간 주파수"이고, 스칼라 {\displaystyle \varphi }는 그 "위상 변화"이다.
진정한 평면파는 물리적으로 존재할 수 없다. 왜냐하면 그것은 모든 공간을 채워야 하기 때문이다. 그럼에도 불구하고 평면파 모델은 물리학에서 중요하고 널리 사용된다. 유한한 범위를 가진 모든 소스에서 균질한 공간의 넓은 영역으로 방출되는 파동은 소스까지의 거리에 비해 충분히 작은 그 영역의 어느 부분에서 볼 때 평면파로 잘 근사될 수 있다. 예를 들어, 먼 별에서 망원경에 도달하는 빛 파동의 경우에 해당한다.

### 평면 정상파
정상파는 값이 두 함수의 곱으로 표현될 수 있는 장이다. 하나는 위치에만 의존하고 다른 하나는 시간에만 의존한다. 특히 평면 정상파는 다음과 같이 표현할 수 있다.
{\displaystyle F({\vec {x}},t)=G({\vec {x}}\cdot {\vec {n}})\,S(t)}
여기서 {\displaystyle G}는 스칼라 또는 벡터 값으로 스칼라 매개변수 하나(변위 {\displaystyle d={\vec {x}}\cdot {\vec {n}}})의 함수이고, {\displaystyle S}는 시간의 스칼라 함수이다.
이 표현은 유일하지 않다. 왜냐하면 {\displaystyle S}와 {\displaystyle G}가 역수로 스케일링되면 동일한 장 값을 얻기 때문이다. 관심 시간 간격에서 {\displaystyle \left|S(t)\right|}가 유계라면(물리적 맥락에서 일반적으로 그렇다), {\displaystyle S}와 {\displaystyle G}를 스케일링하여 {\displaystyle \left|S(t)\right|}의 최대값이 1이 되도록 할 수 있다. 그러면 {\displaystyle \left|G({\vec {x}}\cdot {\vec {n}})\right|}는 점 {\displaystyle {\vec {x}}}에서 볼 수 있는 최대 장 크기가 된다.

## 성질
평면파는 방향 벡터 {\displaystyle {\vec {n}}}에 수직인 방향을 무시하고, 즉 함수 {\displaystyle G(z,t)=F(z{\vec {n}},t)}를 1차원 매질의 파동으로 고려하여 연구할 수 있다.
평면파에 적용되는 모든 국소 연산자, 선형 또는 비선형 연산자는 평면파를 산출한다. 동일한 법선 벡터 {\displaystyle {\vec {n}}}를 갖는 평면파의 모든 선형 결합도 평면파이다.
2차원 또는 3차원의 스칼라 평면파의 경우, 장의 기울기는 항상 방향 {\displaystyle {\vec {n}}}과 같은 방향이다. 구체적으로, {\displaystyle \nabla F({\vec {x}},t)={\vec {n}}\partial _{1}G({\vec {x}}\cdot {\vec {n}},t)}이며, 여기서 {\displaystyle \partial _{1}G}는 첫 번째 인수에 대한 {\displaystyle G}의 편미분이다.
벡터 값 평면파의 발산은 방향 {\displaystyle {\vec {n}}}에서의 벡터 {\displaystyle G(d,t)}의 투영에만 의존한다. 구체적으로,
{\displaystyle \nabla \cdot {\vec {F}}({\vec {x}},t)\;=\;{\vec {n}}\cdot \partial _{1}G({\vec {x}}\cdot {\vec {n}},t)}
특히, 횡 평면파는 모든 {\displaystyle {\vec {x}}}와 {\displaystyle t}에 대해 {\displaystyle \nabla \cdot {\vec {F}}=0}을 만족한다.

## 같이 보기
- 평면파 전개
- 직진 전파
- 파동 방정식
- 바일 전개